# Enciclopedia Matematicii
Enciclopedia matematicii este un vast catalog de referințe în domeniul matematicii. Ea este disponibilă sub formă de carte, pe CD-ROM și pe un site web gratuit.
Versiunea din 2002 conține mai mult de 8000 de articole care acoperă multe domenii matematice la diverse nivele de cunoștințe, iar prezentarea este de natură tehnică. Enciclopedia este editată de Michiel Hazewinkel și a fost publicată până în 2003 de Kluwer Academic Publishers, când Kluwer a devenit partener la Springer. CD-ROM-ul conține animații și obiecte (virtuale) tridimensionale.
Enciclopedia a fost tradusă din Matematicescaia ențiclopediia sovietică (1977), editată original de Ivan Matveevich Vinogradov și extinsă cu comentarii și trei suplimentări, care au adăugat mai multe mii de articole.

## Versiuni
- Matematicescaia ențiklopediia. Vinogradov I.M. (Ed.) Moscova: Sov. Ențiklopediia (1977)
- Encyclopaedia of Mathematics (Volume 1) Hazewinkel, M. (Ed.), Vol. 1, Kluwer (1987) ISBN 1-55608-000-X,
- Encyclopaedia of Mathematics (set) Hazewinkel, M. (Ed.), Kluwer (1994) ISBN 1-55608-010-7,
- Encyclopaedia of Mathematics, Supplement I Hazewinkel, M. (Ed.) Kluwer (1997), ISBN 0-7923-4709-9,
- Encyclopaedia of Mathematics, Supplement II Hazewinkel, M. (Ed.), Kluwer (2000) ISBN 0-7923-6114-8,
- Encyclopaedia of Mathematics, Supplement III Hazewinkel, M. (Ed.), Kluwer (2002) ISBN 1-4020-0198-3
- Encyclopaedia of Mathematics on CD-ROM, Hazewinkel, M. (Ed.), Kluwer (1998) ISBN 0-7923-4805-2